# Laurent Henric
Laurent Henric (Argelès-sur-Mer, 2 ottobre 1905 – Les Angles, 3 marzo 1992) è stato un calciatore francese, di ruolo portiere.

## Carriera

### Nazionale
Ha collezionato 4 presenze con la propria nazionale.

## Statistiche

### Cronologia presenze e reti in nazionale
| Cronologia completa delle presenze e delle reti in nazionale ― Francia | Cronologia completa delle presenze e delle reti in nazionale ― Francia | Cronologia completa delle presenze e delle reti in nazionale ― Francia | Cronologia completa delle presenze e delle reti in nazionale ― Francia | Cronologia completa delle presenze e delle reti in nazionale ― Francia | Cronologia completa delle presenze e delle reti in nazionale ― Francia | Cronologia completa delle presenze e delle reti in nazionale ― Francia | Cronologia completa delle presenze e delle reti in nazionale ― Francia |
| Data                                                                   | Città                                                                  | In casa                                                                | Risultato                                                              | Ospiti                                                                 | Competizione                                                           | Reti                                                                   | Note                                                                   |
| ---------------------------------------------------------------------- | ---------------------------------------------------------------------- | ---------------------------------------------------------------------- | ---------------------------------------------------------------------- | ---------------------------------------------------------------------- | ---------------------------------------------------------------------- | ---------------------------------------------------------------------- | ---------------------------------------------------------------------- |
| 15-4-1928                                                              | Colombes                                                               | Francia                                                                | 2 – 3                                                                  | Belgio                                                                 | Amichevole                                                             | -3                                                                     |                                                                        |
| 24-2-1929                                                              | Colombes                                                               | Francia                                                                | 3 – 0                                                                  | Ungheria                                                               | Amichevole                                                             | -                                                                      |                                                                        |
| 24-3-1929                                                              | Colombes                                                               | Francia                                                                | 2 – 0                                                                  | Portogallo                                                             | Amichevole                                                             | -                                                                      |                                                                        |
| 14-4-1929                                                              | Saragozza                                                              | Spagna                                                                 | 8 – 1                                                                  | Francia                                                                | Amichevole                                                             | -8                                                                     |                                                                        |
| Totale                                                                 |                                                                        | Presenze                                                               | 4                                                                      |                                                                        | Reti                                                                   | -11                                                                    |                                                                        |